# Irán en los Juegos Olímpicos de Nagano 1998
Irán estuvo representado en los Juegos Olímpicos de Nagano 1998 por deportista masculino que compitió en esquí alpino.
El portador de la bandera en la ceremonia de apertura fue el esquiador alpino Hasan Shemshaki. El equipo olímpico iraní no obtuvo ninguna medalla en estos Juegos.